# Privacidad en la educación de Estados Unidos
La privacidad en la educación en Estados Unidos se refiere al área amplia de ideologías, prácticas y legislación que involucran los derechos de privacidad de las personas en el sistema educativo. Los conceptos comúnmente asociados con la privacidad en la educación incluyen la expectativa de privacidad, la Ley de Derechos Educativos y Privacidad de la Familia (FERPA), la Cuarta Enmienda, y la Ley de Responsabilidad y Portabilidad del Seguro de Salud de 1996 (HIPAA). La mayoría de los problemas de privacidad en la educación prevalecen en la protección de los datos de los estudiantes, como los registros educativos y otra información personal, tanto dentro como fuera tradicional, así como la privacidad y confidencialidad de los registros médicos. Muchos académicos están participando en una discusión académica que cubre el alcance de los derechos de privacidad de los estudiantes, desde estudiantes en K-12 e incluso educación superior, y el manejo de datos de estudiantes en una era de acceso rápido y difusión de información. Para notar, muchos ejemplos discutidos en este artículo se extraen de la educación en los Estados Unidos.

## Expectativa de privacidad
"Expectativa de privacidad", similar al "derecho a la privacidad", es una frase que describe el deseo natural de los humanos de mantener su sentido de privacidad. Actualmente no existe una definición legal en la ley estadounidense que otorgue explícitamente a los humanos el derecho a la privacidad. A menudo, la Cuarta Enmienda es utilizada por personas en casos judiciales para defenderse de acciones que involucran ciertas infracciones a su privacidad, como búsquedas que requieren órdenes de arresto. Sin embargo, a lo largo de los años, la Corte Suprema de los Estados Unidos ha encontrado difícil determinar un significado imparcial para "expectativa de privacidad" porque hay demasiadas variables subjetivas para considerar.

## Expectativa de privacidad del estudiante
En línea con el significado general de "expectativa de privacidad", la expectativa de privacidad del estudiante se refiere al derecho inherente a la privacidad del estudiante en el sistema escolar. ejemplos de expectativa de privacidad de los estudiantes, especialmente en los niveles preuniversitarios, incluyen la protección del registro académico de un estudiante para que nadie más que el instructor académico, los padres o tutores del estudiante y los propios estudiantes lo vean. Ha habido muchos casos legales con respecto a las preocupaciones de privacidad de los registros académicos de los alumnos, por ejemplo, el Distrito Escolar Independiente Owasso v. Falvo que fue manejado por la Corte Suprema de los Estados Unidos en 2002. Este caso particular comenzó en octubre de 1998 cuando Kristjan J. Falvo presentó una demanda contra el Distrito Escolar Independiente de Owasso sobre la premisa de que la práctica de calificación empleada en la clase de sus hijos, la calificación de pares, era una violación de la Decimocuarta Enmienda y de FERPA. Además, la calificación de los compañeros avergonzó a sus hijos en frente a sus compañeros, lo que podría interpretarse como una violación de la expectativa de privacidad de un estudiante en el aula. Cuando el caso llegó a la del Corte de Apelaciones Décimo Circuito, se dictaminó en octubre de 2000 que la calificación entre pares no era una violación de la Decimocuarta Enmienda constitucional, pero era una violación de FERPA. Los jueces del Décimo Circuito razonaron así al interpretar de cerca la estatua en FERPA sobre la protección de la privacidad de los "registros educativos". Dado que se acordó que los libros de calificaciones de los maestros se consideraban "registros educativos", el Décimo Circuito decidió que todo lo que entrara en estos libros de calificaciones, incluidas las calificaciones de los estudiantes escritas en el trabajo de los estudiantes, también se consideraban "registros educativos" y, por lo tanto, estaban sujetos a la privacidad de FERPA Políticas de protección. Después de que se emitió la decisión judicial, se prohibieron las prácticas de calificación entre pares en los distritos escolares dentro de las fronteras regionales del Décimo Circuito.
Muchos ciudadanos y académicos se opusieron a la decisión del Décimo Circuito, y el caso finalmente llegó a la Corte Suprema de los Estados Unidos en 2001. En 2002, los jueces de la Corte Suprema dictaminaron oficialmente que la calificación entre pares no era una violación de FERPA. Razonaron que las calificaciones de los estudiantes en el trabajo de los estudiantes no se consideran "registros educativos" hasta que el maestro había registrado físicamente las calificaciones en un libro de calificaciones. Por lo tanto, la calificación entre pares regresó como una práctica de calificación común en las aulas de los Estados Unidos.
Otros ejemplos de expectativa de privacidad de los estudiantes incluyen el derecho de los niños a retener información personal de los maestros dentro de un entorno de aula tradicional. Tal tema permanece como una preocupación polémica de privacidad educativa en el aula. Algunos argumentan que los maestros deberían conocer más información sobre los estudiantes para ayudar a apoyarlos en sus esfuerzos académicos. Otros sostienen que los maestros deben abstenerse de inmiscuirse en la vida personal de los niños porque, como los adultos, los niños deben tener derecho a la privacidad y determinar la cantidad de información que revelan a los maestros. Otros afirman que los niños son demasiado pequeños para tomar esta decisión por sí mismos y deben consultar a sus padres antes de revelar algo personal a sus maestros.

## Registros educativos del estudiante
Los registros educativos del estudiante, de acuerdo con la estatua de FERPA, se definen como "aquellos registros, archivos, documentos y otros materiales que: (i) contienen información directamente relacionada con un estudiante; y (ii) son mantenidos por una agencia o institución educativa o por una persona que actúa para dicha agencia o institución."

### Ley de Derechos Educativos y Privacidad de la Familia (FERPA)
La Ley de Derechos Educativos y Privacidad de la Familia de 1974 fue impulsada por el senador de Nueva York James Buckley, quien promovió la importancia de la protección y la privacidad de los registros educativos de los estudiantes que asistieron a primaria y secundaria enseñanza. Como legislación federal, FERPA otorga a los estudiantes menores de 18 años y a sus padres el derecho de administrar sus registros educativos, que pueden incluir datos sobre su rendimiento académico, información médica, análisis de comportamiento y más. Por lo tanto, cuando los padres o tutores sienten que los registros educativos de sus hijos han sido expuestos al público de alguna manera, pueden presentar reclamos contra el distrito escolar como una violación de FERPA.
Para los estudiantes mayores de 18 años, particularmente aquellos matriculados en instituciones de educación superior, FERPA puede ser vago y poco claro acerca de la divulgación de los registros educativos a los padres. Desde que las personas mayores de 18 años son reconocidas como adultos por la ley, FERPA separa a los estudiantes de educación superior y sus padres en términos de acceso a registros educativos, como registros de salud y medicamentos. Según Baker, pueden surgir muchos temas controvertidos. Por ejemplo, Baker escribe que "la regulación 99.31 (a) (8) de FERPA permite la divulgación a los padres sin la autorización previa por escrito del estudiante si el estudiante es 'dependiente' de los padres como lo define el Código de Rentas Internas." Sin embargo, puede haber circunstancias bajo las cuales los estudiantes financieramente dependientes no desean que sus padres accedan a sus registros privados. Además, FERPA autoriza la divulgación a los padres o tutores de información sobre el uso registrado de drogas o alcohol por parte de estudiantes menores de 21 años. Si el uso de drogas o alcohol por parte de menores y ilegales resultó en preocupaciones legítimas y medidas disciplinarias, los administradores escolares pueden notificar y divulgar detalles a los padres sin el permiso de los estudiantes.

### Núcleo común
A medida que los Estándares Estatales Básicos Comunes se desarrollan e implementan en las escuelas de los Estados Unidos, algunos académicos están concienciando sobre las posibles preocupaciones de privacidad de los datos y registros educativos de los estudiantes. Según Stacie Hunt, el sistema Common Core crea una gran base de datos de estudiantes que realiza un seguimiento del rendimiento y la información de los estudiantes desde pre-K hasta la universidad e incluso más allá. El gobierno federal y otras agencias pueden obtener acceso a esta base de datos, analizar registros de datos de estudiantes y vender información pertinente a las escuelas y distritos en general. Esto crea una preocupación de privacidad acerca de que los datos de los estudiantes sean difundidos y utilizados por terceros sin el permiso explícito de los estudiantes o sus padres.

### Tecnología educativa ("Edtech")
La tecnología educativa ("edtech") es un campo emergente en el área de la educación. Según Dylan Peterson, "edtech representa una amplia categoría de productos y servicios educativos utilizados en escuelas y por particulares." Las preocupaciones de privacidad rodean el hecho de que grandes cantidades de datos de cada estudiante que usa edtech se recopilan y almacenan en una amplia base de datos a la que pueden acceder las escuelas. Estos datos pueden ser personales para los estudiantes y es posible que no deseen que otros los vean. Sin embargo, las compañías de edtech afirman que sin almacenar la mayor cantidad posible de datos de los estudiantes, sería más difícil crear programas que aborden efectivamente las necesidades educativas de los estudiantes.
Más investigadores han descubierto que mejorar la educación es un valor importante para la sociedad, al igual que la protección de la privacidad de los estudiantes. Las oportunidades que ofrece el Big Data son inmensas, ya que está demostrado que es capaz de realizar conexiones esenciales que permiten mejoras en el sistema. Sin embargo, los usos negativos de los datos pueden afectar el aprendizaje de los estudiantes, así como su capacidad para desarrollarse socialmente.

### Estudiantes con discapacidades
Para ayudar a mejorar los programas que benefician la experiencia educativa de los estudiantes con discapacidades, algunos académicos proponen una base de datos digitalizada de registros de estudiantes que se actualizan en tiempo real. Esto es para que los educadores puedan realizar un seguimiento de la información importante sobre los estudiantes con diversas discapacidades y controlar su rendimiento académico con fines educativos. Si bien estos académicos respaldan la idea de la divulgación de datos de estudiantes con discapacidades, dejan muy claro que se deben aplicar leyes y políticas estrictas para proteger la privacidad de dichos datos. Actualmente se debate si la información digitalizada de los estudiantes a la que pueden acceder muchas partes es realmente beneficiosa para apoyar a las personas con discapacidades en la escuela. Algunos no se sienten cómodos con la idea de que los datos se actualicen con frecuencia y se difundan ampliamente, mientras que otros creen que la adquisición de dichos datos es necesaria para mejorar los programas y enriquecer las experiencias educativas.

## Privacidad en la educación superior

### Perspectiva histórica
Desde la década de 1970, la perspectiva más común era que el derecho a la privacidad era una evaluación del valor individual. Además, la tecnología, incluso antes de la World Wide Web, se percibía que tenía efectos potencialmente negativos, como permitir que se violara la información. Sin embargo, no se justificaron muchas violaciones que pudieran instar a la legislación a actuar y desviar su atención hacia la protección de la privacidad en la educación o principalmente la privacidad individual en general. La tecnología también fue vista como una fuente para descubrir valores, comportamientos, motivos y pensamientos, pero al mismo tiempo, muchos pensaron que solo los profesionales calificados tenían acceso a los datos personales. Sin embargo, específicamente en la educación superior, había una perspectiva de que las personas eran susceptibles a que se violara su información. Por lo tanto, el papel de la educación en la década de 1970 fue visto como uno que protegía a sus estudiantes y al personal para garantizar la privacidad y evitar la violación de los datos dada la tecnología que existía.

### Búsquedas de residencias universitarias
En muchos colegios y universidades públicas y privadas de los Estados Unidos, los estudiantes matriculados suelen vivir en el campus en residencias universitarias. Ya que los estudiantes viven en estos dormitorios durante aproximadamente un año, muchos personalizan y consideran sus dormitorios como su espacio de vida personal y personalizado. Sin embargo, estos dormitorios son propiedad de universidades y, a menudo, los estudiantes deben renunciar a su derecho a la privacidad para que los representantes de las universidades realicen búsquedas con fines de seguridad. Mientras que algunos creen que las búsquedas en los dormitorios son efectivas para mantener una comunidad segura en el campus, otros creen que estas búsquedas son una violación de la privacidad de los estudiantes. Muchos casos han sido archivados por estudiantes que fueron atrapados con sustancias ilegales en sus dormitorios durante las búsquedas que estos estudiantes consideraron una invasión de sus espacios privados. Además, solo las búsquedas públicas o relacionadas con el gobierno con órdenes de arresto están protegidas por la Cuarta Enmienda. A menudo, las búsquedas en el dormitorio universitario se consideran búsquedas privadas y, por lo tanto, se someterán a demandas que alegan una violación de la Cuarta Enmienda. Por ejemplo, en el caso Morale v. Grigel, un Asistente Residente del Instituto Técnico de New Hampshire registró la habitación de un estudiante en múltiples ocasiones a pesar de que el estudiante no estaba presente en la habitación en todo momento. Una vez que el Asistente Residente encontró marihuana en la habitación, el estudiante fue arrestado por poseer sustancias ilegales en la propiedad del campus universitario. Luego, el estudiante presentó una demanda contra el Asistente Residente con el argumento de que las búsquedas fueron privadas y, por lo tanto, violó su derecho de la Cuarta Enmienda a la protección contra búsquedas privadas. Sin embargo, el tribunal concluyó que el estado de empleo de los Asistentes Residentes lo convirtió en un agente del gobierno y, por lo tanto, sus búsquedas se realizaron en nombre de la universidad, una institución relacionada con el gobierno.

### Redes sociales
Dentro de las redes sociales, o sitios web particulares que permiten el intercambio de información, así como la comunicación entre individuos, existe un nivel de privacidad que los estudiantes prefieren para mantener su información personal o su vida social privada del personal escolar o facultad para evitar el colapso del contexto.

#### Facebook
La tecnología permite la creación de la propia presencia social a través de entornos informales, así como entornos formales que permiten la conexión de estudiantes e instructores con fines académicos. Los estudiantes de educación superior que usan Facebook suelen censurar o bloquear su información a los instructores. Por lo tanto, Facebook se usa principalmente para interactuar con amigos y familiares en lugar de con instructores. Al bloquear su información, los estudiantes creen que evitan el colapso del contexto que puede causar confusión sobre quién es realmente la persona. Por lo general, los estudiantes prefieren estar presentes en el aula y tener una vida social privada desde entornos formales.

### Análisis de aprendizaje
Con la mejora de la tecnología, se han puesto a disposición más datos dentro de la educación superior. Los administradores pueden aprender más sobre los estudiantes para implementar formas de mejorar el éxito de los estudiantes. A través de la analítica de aprendizaje, que se define como el enfoque en "los estudiantes y sus comportamientos de aprendizaje, reuniendo datos de la gestión del curso y los sistemas de información de los estudiantes para mejorar el éxito de los estudiantes," los administradores pueden obtener datos empíricos en tiempo real como percepciones y respuestas de los procesos de aprendizaje de los alumnos.
Sin embargo, los problemas de privacidad surgen en la forma en que se recopilan, almacenan, analizan y presentan los datos de los estudiantes a las partes interesadas. Surgen problemas éticos de "ubicación e interpretación de datos; consentimiento informado, privacidad y desidentificación de datos; y clasificación y gestión de datos."
Los estudiantes creen que los datos sobre ellos son elaborados y personalizados y, al mismo tiempo, mantienen una visión conservadora sobre el análisis de aprendizaje. El análisis de aprendizaje ayuda a obtener datos en tiempo real para los procesos de aprendizaje de educación superior, pero al mismo tiempo puede dificultar el desarrollo de los estudiantes, como el pensamiento crítico y el aprendizaje autónomo. No es tan simple como decir que el análisis de aprendizaje beneficiará a los estudiantes y, por lo tanto, aumentará sus tasas de éxito y retención. Esto es así porque se implementan procedimientos para regular el acceso, mientras que al mismo tiempo, el sesgo y la falta de validez y comprensión afectan la capacidad de obtener datos que luego se utilizarán en beneficio de los estudiantes.

### Violaciones de datos
A partir de 2017, ha habido más de 30 violaciones de datos desde el año 2005. La susceptibilidad a las infracciones crea amenazas a la investigación institucional (IR) profesionales que almacenar y gestionar los datos de los estudiantes dentro de la estructura reguladora que controla la gestión de datos. Además que esto, la información del estudiante se saca a la luz, lo que también puede amenazarlos. A medida que grandes cantidades de datos continúan siendo recolectados activamente, se hace más probable la violación potencial a través de piratería, robo físico y por parte de proveedores.

##### Medidas preventivas
Los que estudian las implicaciones de las infracciones de datos enfatizan que los datos deben mantenerse al mínimo y que se deben tomar medidas para ver en quién se puede confiar para regular esta información para mantener los datos privados y no accesibles. todos los empleados. También hablan sobre invertir en educar a los empleados sobre lo que se puede y no se puede hacer con los datos. Además, afirman que las instituciones deben usar los recursos disponibles en su propio colegio / universidad para implementar de manera más efectiva políticas y procedimientos para mantener la privacidad de los datos. Se aconseja actuar con cautela contra los proveedores de terceros que ayudan con los datos y además debe establecerse un contrato que 1) defina exactamente quién trabajará con los datos, 2) deja en claro que los datos son confidenciales y, por lo tanto, deben manejarse con cuidado, 3) e incluye procedimientos de seguridad que describen la responsabilidad exacta del proveedor en caso de incumplimiento de los datos. Los escritores que investigan las violaciones de datos en la educación superior aconsejan que los profesionales de la investigación entiendan que las violaciones de datos seguramente sucederán y que es mejor implementar políticas y tomar medidas preventivas en primer lugar para garantizar la seguridad de los datos.

### Registros educativos en la educación superior
Ley de Derechos Educativos y Privacidad de la Familia de 1974 (FERPA)
La Ley de Derechos y Privacidad de la Educación Familiar de 1974 limita la "divulgación de cierta información contenida en el registro educativo de un estudiante a terceros," que incluye a los padres si El estudiante no ha dado su consentimiento. Los terceros pueden ser padres, familiares, otra institución (proveedores de salud mental) o solicitantes de una citación u orden judicial (cumplimiento de la ley). Otorga a los colegios y universidades el derecho de "inspeccionar y revisar" los registros educativos que pueden divulgarse si 1) el consentimiento es otorgado por el estudiante, 2) si la información cae dentro de la definición de "información de directorio" (información que no se considera perjudicial como nombre, especialidad y dirección), 3) si la información es de "interés educativo legítimo" (si un funcionario necesita revisar los registros educativos para cumplir con sus responsabilidades dentro de la Universidad), 4) el estudiante depende de los impuestos, 5 ) si se trata de infracciones de drogas o alcohol, 6) si se trata de infracciones graves de conducta, y 7) cuando se trata de emergencias de salud o seguridad.
Ejemplos de emergencias de salud o seguridad son si un estudiante en una residencia es diagnosticado con un contagio enfermedad (sarampión), tiene un trastorno alimentario grave, tiene ideas suicidas, bebe en exceso o tiene comportamientos erráticos y enojados. Además, la información puede divulgarse si se trata de información disciplinaria como un estudiante que es un "presunto autor de un delito de violencia o un delito sexual no forzado." Sin embargo, ha habido casos en que los estudiantes con problemas permanecer en la universidad, sin que la universidad o la universidad aconsejen a los padres sobre su comportamiento "extraño," lo que resultó en que los estudiantes se quiten la vida. Los casos de Jain v. Iowa, Shin v. Massachusetts Institute of Technology y Mahoney v. Allegheny College ejemplifica este problema. No obstante, de acuerdo con FERPA, se considera que las divulgaciones se realizan de "buena fe en función de los hechos disponibles." 
Los registros educativos están cubiertos por FERPA. No son sólo registros académicos, horarios de clases o transcripciones, sino también registros financieros, registros disciplinarios, "registros de alojamiento para discapacitados, fotografías, correos electrónicos y registros electrónicos de bases de datos."  Se necesita documentación oficial para estar bajo FERPA, incluso si esto implica una experiencia personal u observación.
Lo que no está cubierto por FERPA son: registros de cumplimiento de la ley, registros de tratamiento y registros de posesión exclusiva y, en cambio, están sujetos a otras leyes o consideraciones.

##### In Loco Parentis
Debido a la influencia de FERPA, se ha producido un cambio de en lugar de los padres, que en el pecado parentibus, y de nuevo a in loco parentis. En sine parentibus significa "sin padres," mientras que in loco parentis significa "en lugar de los padres."  Por lo tanto, según lo representado por FERPA, el cambio a in loco parentis dentro de la educación superior es el acto de que la escuela asuma la responsabilidad legal de los padres. Esto significa que las autoridades universitarias sustituyen a los padres.
El papel de FERPA es mejorar el rendimiento de los estudiantes a través de una mayor participación de los padres, así como proteger los intereses privados de los estudiantes. Sin embargo, el cambio hacia in loco parentis también viene con preocupaciones relacionadas con los registros educativos. Más específicamente, existe una preocupación sobre la medida en que las instituciones grandes y poderosas obtienen información para su beneficio, como los datos recopilados por los investigadores y los encargados de formular políticas. Por otro lado, existen preocupaciones relacionadas con la divulgación de información de la propia universidad. Por ejemplo, bajo FERPA, la escuela puede revelar información sobre los estudiantes a los padres si incluye incidentes relacionados con el alcohol y las drogas en cualquier momento si son menores de 21 años. Debido a razones como estas, existe la preocupación de que pueda haber "problemas sistemáticos políticas de divulgación "que están fuera de control y, por lo tanto, dañan los derechos y la privacidad de los estudiantes.

##### Privacidad y confidencialidad
Dentro de los registros de los estudiantes hay una diferencia entre lo que es privacidad y lo que es confidencialidad. La privacidad es más un concepto legal y se define como el "derecho de una persona a retenerse a sí misma y a su propiedad del escrutinio público si así lo desea."  Por lo tanto, la privacidad le da al individuo el derecho a ser dejado en paz, lo que significa que la universidad en sí no tiene el derecho de entrometerse en los asuntos personales del estudiante o revelar información del estudiante a menos que haya razones explícitas y válidas para hacerlo o se haya otorgado permiso por el alumno. Sin embargo, incluso dar permiso no significa que el estudiante haya dado permiso para que se revele toda su información a partir de entonces, sino que el permiso se otorgue dentro de las circunstancias particulares.
Por otro lado, la confidencialidad significa que los archivos y registros de los estudiantes no están autorizados a ser revelados a terceros, como no revelar información que se recibe de manera confidencial de un paciente y un médico. Dado esto, los autores que se centran en la confidencialidad hacen preguntas como:
1. ¿La comunicación se origina en la confianza?
2. ¿Es esencial el elemento de confidencialidad para el mantenimiento pleno y satisfactorio de la relación entre las partes?
3. ¿Es la relación una que debe fomentarse?
4. ¿Se producirá una lesión que sea mayor que cualquier beneficio que se pueda obtener de esa divulgación?

Si las respuestas son "sí," entonces la universidad puede estar legalmente obligada a no revelar información a menos que anule el interés.

### Registros médicos
Los términos privacidad y confidencialidad surgen cuando se trata de registros médicos.
Ley de Responsabilidad y Portabilidad del Seguro de Salud de 1996
La Ley de Responsabilidad y Portabilidad del Seguro de Salud de 1996 provee privacidad a los datos relacionados con registros médicos o de salud mental que son legalmente más restrictivos que FERPA en lo que respecta a la confidencialidad. HIPAA incluye disposiciones que "tienen la intención de facilitar la creación de un sistema nacional para la transmisión electrónica y el intercambio de información de registros médicos", como el acceso a información que es identificable individualmente, como los planes de salud y la atención médica. La ley "definió la información de salud protegida para excluir la información de salud individualmente identificable que se incluye en los registros educativos cubiertos por FERPA y que está en los registros de tratamiento que están exentos de FERPA."  La diferencia entre los registros educativos y el tratamiento registros es que los registros de tratamiento están sujetos a las leyes federales y estatales, mientras que los registros educativos están incluidos en FERPA. Sin embargo, la documentación del paciente y el cuidador es confidencial, lo que significa que los registros médicos no se divulgarán a menos que se otorgue el consentimiento o se crea que la divulgación de los registros es crucial. Además, los proveedores de atención médica generalmente no divulgan información a menos que cumplan con un estándar que esté por encima de la excepción de salud o seguridad requerida de FERPA, o se otorgue el consentimiento, y por lo tanto se limita a proporcionar información dentro de los límites de la confidencialidad entre el paciente y proveedor.

##### Integración de registros mentales y físicos
En algunos casos, los campus universitarios han comenzado a integrar las necesidades de salud física y mental de los pacientes. Esto significa que los registros médicos se comparten cada vez más entre los médicos, así como entre los consejeros o psicólogos que trabajan con los estudiantes. Sin embargo, los proveedores médicos, por separado, tienen la obligación de retener información confidencial como un deber ético y las normas estatales de privacidad. Por ejemplo, los proveedores de salud, como los consejeros, también tienen la obligación de ser confidenciales y no divulgar información privada. Sin embargo, a medida que los proveedores médicos avanzan hacia la atención integrada, de modo que los registros físicos y mentales se comparten entre ellos, surge un desafío de confidencialidad que puede llevar a que los estudiantes universitarios se retrasen en la escuela. Dado que la confidencialidad se ve comprometida a medida que se divulga información entre los proveedores que usan este método de atención de continuidad, menos estudiantes utilizan la terapia porque se niegan a revelar información privada que luego se puede compartir con otros. Esto alimenta simultáneamente el estigma hacia la orientación universitaria. Por lo tanto, a medida que se divulga más información, menos estudiantes universitarios buscan asesoramiento debido a la falta de confidencialidad, ya que los registros médicos de los pacientes se divulgan entre proveedores médicos, cuando legalmente la obligación de estos proveedores médicos es cumplir y garantizar la privacidad y confidencialidad al retener la información del paciente a menos que bajo circunstancias específicas
Además, fuera de compartir información entre proveedores médicos, también existe el problema de compartir información con los investigadores. Afirman que los registros médicos son difíciles de acceder, pero cuando lo son, abre la puerta a la investigación. Sin embargo, al mismo tiempo abre la puerta a los riesgos de privacidad y confidencialidad.

##### Registros electrónicos de salud
Ya que la tecnología continúa revolucionando, los registros médicos se han vuelto accesibles como registros electrónicos de salud. Esto permite que la información se comparta más fácilmente, pero parece crear un desafío para el manejo del estigma y la divulgación de información durante las citas médicas.
Se realizó un estudio de entrevista en profundidad llamado "Negociando el estigma en la atención médica: divulgación y el papel de los registros de salud electrónicos" que tuvo en cuenta a los hombres de minorías sexuales (homosexuales, bisexuales y otros hombres que tienen sexo con hombres) en los EE. UU. buscar cómo vieron los registros electrónicos de salud. Lo que el estudio encontró es que había preocupaciones de privacidad en términos de cómo el aspecto electrónico crea una barrera para ser abierto y hablar sobre información aparentemente confidencial, así como sobre cómo puede desafiar el derecho a la confidencialidad y privacidad. Por otro lado, el estudio también encontró que los registros de salud electrónicos pueden beneficiarse al mejorar la comunicación entre los proveedores al compartir información y más, para proporcionar una mejor atención, especialmente después de que la Ley de Tecnología de la Información de Salud para Economía y Clínica y Salud invirtió miles de millones en la adopción de registros de salud para mejorar la calidad de la atención. El estudio concluye que la tecnología puede mejorar la atención médica y, al mismo tiempo, alimentar el estigma de que buscar ayuda médica es malo y, por lo tanto, dificultará que los pacientes acudan a citas, asistan a asesoramiento con ciertos proveedores o divulguen información personal como la identidad sexual. y el estado del VIH que creen que se compartirá con otros sin su consentimiento.

##### Leyes estatales
Las regulaciones federales permiten a los estados colocar sus propias regulaciones, ya sea para aumentar o disminuir los requisitos de divulgación, pero los estados que lo hacen son pocos.
- Ley del estado de Minnesota

En 1996, el estado de Minnesota estableció una ley sobre los registros médicos que parecía ser más estricta que la HIPAA. La ley de Minnesota intentó obtener una "autorización general por escrito para dicha divulgación del paciente" como una forma de impedir que las actividades de los investigadores o proveedores compartan información sin el consentimiento otorgado. Los hospitales en Minnesota incluso hicieron folletos que resaltan los derechos de confidencialidad de los pacientes y que pueden dar su consentimiento por escrito si permiten que sus registros médicos se divulguen fuera de las instalaciones. Por lo tanto, la ley requería que los proveedores de atención médica obtuvieron un consentimiento y una autorización por escrito de los pacientes para que los registros médicos se divulguen y se usen para la investigación. Sin embargo, los propios investigadores hicieron campaña contra la ley y la ley no logró hacer cumplir el derecho de que los pacientes tengan que rechazar su información para ser divulgada. Mientras tanto, los propios pacientes querían información sobre qué información se está utilizando dentro de sus registros médicos.
A partir de 2006, según los derechos estatales de Minnesota, las personas tienen derecho a: ver y obtener una copia de sus registros médicos, agregar información a sus registros médicos para que sean precisos, presentar una queja y, lo que es más importante, demandar en un tribunal estatal por violaciones de sus derechos bajo la ley estatal.
- Ley del estado de Massachusetts

La ley del estado de Massachusetts impuso el requisito de que una persona tenga derecho contra la interferencia irrazonable de la privacidad y establece que el tribunal superior tendrá jurisdicción para hacer cumplir el derecho de una persona y, por lo tanto, debe otorgar daños y perjuicios si es necesario. Según la ley, existen estrictas protecciones de privacidad clasificadas como médicas. Los registros se consideran registros educativos a menos que exista una mayor confidencialidad, como abuso infantil, SIDA, abuso de sustancias, estado migratorio, embarazo y aborto. Además, se considera un registro médico si una clínica basada en la escuela está bajo "operación de una entidad externa o por un médico en virtud de cualquier acuerdo de empleo" y se considera registros educativos si no se considera para mayor confidencialidad.
Si una persona cree que tiene derecho a la privacidad, tiene derecho a presentar una queja ante el Oficial de Derechos Civiles, el Departamento de Salud y Servicios Humanos de los Estados Unidos contra los proveedores de atención médica, ante la Junta de Registro de Medicina de Massachusetts contra médicos y con el Departamento de Salud Pública contra hospitales.
- La Ley del Estado de California

La Ley de Confidencialidad de Información Médica (CMIA) es una ley del estado de California, que incluye más información que la HIPAA en lo que respecta a los registros médicos. La función principal es proteger la confidencialidad de la información médica identificable obtenida por el proveedor de atención médica de un individuo. Se aplica a proveedores de licencias, como médicos y enfermeras. Prohíbe a los proveedores médicos divulgar información médica sin obtener primero autorización y que cualquier información médica sobre un individuo sea preservada en confidencialidad por cualquier persona que entre en contacto con ella. Una persona cuya confidencialidad no se respeta puede obtener $1,000 y la cantidad de daños reales y para la persona o entidad que divulga información confidencial es responsable de una multa administrativa.

### Arquetipos de estudiantes y profesionales

##### Estudiantes con discapacidades
La tensión en el campus surge porque a partir del evento del 11 de septiembre algunas personas en el campus tienen miedo o reaccionan exageradamente al exigir saber qué estudiantes han realizado registros o una adaptación de discapacidad. Existe la tensión de si la información se utilizará para discriminar o tratar a los estudiantes de manera injusta. Sin embargo, la distribución de esta información no está limitada por FERPA entre los funcionarios escolares, siempre que la divulgación se realice debido a "intereses educativos legítimos."

##### Estudiantes extranjeros
El evento del 11 de septiembre impactó la divulgación de información de estudiantes con visas y condujo al cuestionamiento de la responsabilidad y la obligación de las universidades de informar la información de los estudiantes extranjeros. Las personas extranjeras que tienen la oportunidad de estudiar en los Estados Unidos por un período de tiempo reciben una de tres visas: F-1 para estudios académicos, J-1 para visitantes de intercambio y M-1 para capacitación vocacional.
Sin embargo, el gobierno afirma que no hay registros precisos de las 547,000 personas con estatus de estudiante (a partir de 2003). Mientras tanto, se supone que las universidades deben informar la información de los estudiantes F-1 y M-1 al Servicio de Inmigración y Naturalización (INS), como su nombre, fecha y lugar de nacimiento, dirección actual, estado del estudiante, programa de estudios, campo de estudio, etc. Para aquellos con visas J-1, la organización patrocinadora debe informar información como las actividades individuales y el cumplimiento. Sin embargo, si no necesariamente informan la información, al menos están obligados a realizar un seguimiento de la información de sus estudiantes extranjeros.
Es importante destacar que las regulaciones no se abordan con respecto a cómo se aplica FERPA. La escuela puede divulgar información si el estudiante ya no está matriculado si necesita cumplir con una orden judicial, si emitió una citación legalmente o si hay "hechos específicos y articulables" que muestran que el registro educativo de un estudiante puede contener información relevante para la investigación o enjuiciamiento. La información también se puede divulgar si incluye la protección de la salud o la seguridad de los estudiantes, especialmente si es para "proteger la salud y la seguridad de los estadounidenses." Además, los estudiantes que recibieron I-20A o I- Los 20M formularios (estudiantes F-1 y M-1) o los DS-2019 formularios (estudiantes J-1) automáticamente otorgan su consentimiento a cualquier información necesaria para determinar el estado del inmigrante o divulgar información relacionada con el cumplimiento del individuo con el Programa de Visitantes de Intercambio. Sin embargo, se afirma que esta información sólo se proporciona a ciertas organizaciones, como el INS o el Departamento de Estado.

##### Los bibliotecarios
Los propios bibliotecarios participan en la protección del derecho de los usuarios de la biblioteca de privacidad. Por lo general, la biblioteca en sí tiene como objetivo proteger la información del usuario principalmente con respecto a lo que hacen cuando usan tecnología, como el uso de computadoras para navegar por la web. Según Michael Zimmer en 2014, el 95 por ciento de los bibliotecarios está de acuerdo o muy de acuerdo con que las personas deben controlar su información personal y muchos están de acuerdo en que existen amenazas a la privacidad de sus usuarios. Una encuesta realizada por la Oficina para la Libertad Intelectual que obtuvo más de 1,000 respuestas de bibliotecarios y profesionales de bibliotecas encontró que la Declaración de Derechos de Biblioteca, se honra que cree que todos tienen derecho a "libertad de acceso, libertad para leer textos y ver imágenes y libertad de pensamiento y expresión." El Código de Ética del Bibliotecario y la adopción de la Ley de Privacidad de 1974 también iluminan no solo a nivel bibliotecario sino también a nivel federal que la privacidad debe ser protegida.
Otros actos no gubernamentales que protegen el derecho a la privacidad y, por lo tanto, limitan la información que se puede recopilar son:
Ley Gramm-Leach-Bliley Ley de portabilidad y responsabilidad del seguro médico de 1996 Ley de informes crediticios
Además, la Biblioteca 2.0 herramientas y servicios mejora lo que el usuario puede hacer pero al mismo tiempo rastrear, recopilar y retener datos que luego pueden afectar a las personas, especialmente desde el reciente dominio de las redes sociales. Sin embargo, debido a la creencia del bibliotecario de proteger los derechos de los usuarios, toman su propia iniciativa para proteger la información del usuario destruyendo los registros de acceso a diario, publicando señales de advertencia y enseñando a los usuarios sobre cuestiones de privacidad. Esto se hace especialmente para que no se obtenga información fuera de las restricciones legales.
Específicamente, la misión de la Livingston Lord Library (LLL) de la Universidad Estatal de Minnesota es apoyar las experiencias culturales y académicas y alentar el aprendizaje permanente. Por lo tanto, su biblioteca particular proporciona recursos que permiten a las personas mejorar sus conocimientos y habilidades. Al mismo tiempo, trabajan para mantener su imagen de creer en la confidencialidad para que las personas puedan ejercer su derecho Primera Enmienda. Sin embargo, no hay documentación específica a partir de 2007 que muestre qué es la privacidad para ellos. Sin embargo, hay ejemplos de bibliotecarios que se esfuerzan por garantizar la confidencialidad y la privacidad mediante la protección de la información de sus usuarios.

### Rol de los Oficiales de Privacidad del Campus
Los Oficiales de Privacidad del Campus (CPO) son individuos dentro de la institución que tienen la responsabilidad institucional de todo lo que se refiere a la privacidad, se aseguran de que la privacidad se mantenga en la educación superior. Sin embargo, son relativamente nuevos en los Estados Unidos pero, sin embargo, han estado creciendo desde 2002. Su papel o función en la educación superior es:
"mantener un entorno donde la facultad y los estudiantes son libres de preguntar, experimentar, descubrir, hablar y participar en el discurso es sin intimidación, protegiendo y respondiendo a las amenazas de seguridad cibernética modernas, protegiendo los intereses de las personas y asegurando que tengan una influencia adecuada sobre los datos sobre sí mismos, buscando oportunidades para el uso de datos en el tratamiento médico, la investigación y el éxito de los estudiantes, y permitiendo un gobierno compartido.”
Sus actividades incluyen el mantenimiento de: políticas de privacidad de datos, avisos, inventario de datos personales, estructura de gobierno y para responder tanto a las quejas como a las solicitudes de individuos, entre otras tareas.
Algunos de los principales problemas en los que se enfoca el CPO son:
- Registros educativos y FERPA
- HIPAA
- "Big data, algoritmos, análisis y uso"[35]
- "Acuerdos contractuales"[35]
- "Monitoreo de la seguridad de la información y el impacto de la vigilancia en la privacidad"[35]

### Controversias
Universidad de California, Berkeley
En 1964, los estudiantes de UC Berkeley protestaron contra la prohibición que les impedía participar en actividades políticas en el campus. El director del FBI J. Edgar Hoover se involucró porque pensó que el Movimiento de Libertad de Expresión tenía que ver con el comunismo que tenía como objetivo interrumpir el capitalismo y, por lo tanto, el gobierno de los EE. En particular, el libro de Seth Rosenfield "Subversivos: La guerra del FBI contra los radicales estudiantiles, y el ascenso al poder de Reagan" demuestra cómo Hoover investigó el movimiento y específicamente activistas estudiantiles como Mario Savio a través de "'vigilancia intensa y acoso.'" Además, cuando Clark Kerr, expresidente de Berkeley y luego vicecanciller del sistema de la Universidad de California, levantó la prohibición del compromiso político y contra los "oradores comunistas", el FBI lo atacó e intentó que lo despidieran. Hoover había ordenado a los agentes que buscaran información sobre Kerr y la filtraran a la Junta de Regentes para demostrar que Kerr no estaba cumpliendo su papel como presidente y, por lo tanto, tuvo que ser despedido. Esencialmente, lo que apunta es que en la década de 1960 el FBI asumió el papel de tratar de eliminar el comunismo dentro del campus de UC Berkeley investigando a individuos particulares para ver si eran realmente comunistas o en el caso de Kerr para despedirlos por levantar la prohibición del compromiso político. Algunos dicen que esto es una violación de la privacidad porque el FBI vigiló e investigó a las personas sin su consentimiento. Otros dicen que era necesario para asegurarse de que no se realizara ninguna actividad comunista, particularmente en el campus de Berkeley debido al Movimiento de Libertad de Expresión.

##### Universidad de Princeton
En 2002, el personal de admisión de la Universidad de Princeton accedió al sitio web de la Universidad de Yale para informar a los solicitantes que habían sido admitidos. El acto de la Universidad de Yale de acceder a información privada fue sacado a la luz. Como resultado, la Universidad de Yale respondió que mejoraría su sitio web con seguridad adicional para evitar otra violación. Mientras tanto, la Universidad de Princeton respondió anunciando la renuncia del principal funcionario de admisiones de Princeton. Algunos dicen que actos como estos plantean los problemas de privacidad de los registros de los estudiantes en el mundo digital.

##### Universidad de Oregón
En 2015, una mujer que dijo haber sido violada por tres jugadores de baloncesto demandó a la Universidad de Oregón por revelar sus registros de salud mental a un abogado. Este caso dio lugar a que los empleados del centro de asesoramiento escribieran una carta abierta a la comunidad universitaria como una forma de demostrar que estaban preocupados por las acciones de la universidad. Sin embargo, los funcionarios argumentan que debido a que las mujeres afirmaron tener angustia emocional, la universidad tenía derecho a sus registros médicos bajo FERPA. Un abogado llamado Steve McDonald argumentó que HIPAA no se aplicaba en este caso. Mientras tanto, Lynn Daggett, especialista de FERPA, declaró que la universidad tiene derecho a acceder a los registros médicos de los estudiantes, especialmente si conlleva la necesidad de una defensa legal. Esto llevó a Denise Horn, una representante del Departamento de Educación de los Estados Unidos de la época, a escribir una declaración en la que se aborda que las instituciones de educación superior deben cumplir con FERPA pero también respetar la expectativa de confidencialidad entre el paciente y el consejero / terapeuta.